# Трговина људима у Боцвани
Трговина људима у Боцвани је ратификовала Протокол УН о трговини људима из 2000. у августу 2002.
Године 2010. Боцвана је била земља порекла и одредишта за жене и децу који су били изложени трговини људима, посебно присилном раду и комерцијалној сексуалној експлоатацији. Године 2010. Боцвана је била земља порекла и одредишта за жене и децу који су били изложени трговини људима, посебно присилном раду и комерцијалној сексуалној експлоатацији . Родитељи у сиромашним руралним заједницама понекад су слали своју децу да раде за богатије породице као домаћице у градовима или као сточари на удаљеним сточним станицама, где су нека од ове деце била подложна присилном раду. Девојке из Батсване су експлоатисане у проституцији унутар земље, укључујући барове и возаче камиона дуж главних аутопутева; није се, међутим, показало да је дошло до организованог подвођења деце. У прошлости су жене пријављивале да су биле приморане на комерцијалну сексуалну експлоатацију у неким сафари ложама, али није било сличних извештаја током овог извештајног периода. Становници Боцване који су најподложнији трговини били су илегални имигранти из Зимбабвеа, незапослени мушкарци и жене, они који живе у руралном сиромаштву, пољопривредни радници и деца која су остала без родитеља због ХИВ/АИДС-а . Неке жене из Зимбабвеа које су добровољно, али илегално, емигрирале у Боцвану да траже запослење, касније су њихови послодавци подвргнути присилном кућном ропству. Породице из Боцване које су запошљавале жене из Зимбабвеа као кућне раднице повремено су то чиниле без одговарајућих радних дозвола, нису исплаћивале адекватне плате и ограничавале или контролисале кретање својих запослених држећи њихове пасоше или претећи да ће их депортовати назад у Зимбабве.
У 2010. години, Влада Боцване није у потпуности испоштовала минималне стандарде за елиминацију трговине људима, међутим, уложила је значајне напоре да то учини. Током извештајног периода, влада је почела да прави нацрт свеобухватног закона о борби против трговине људима, истражила је потенцијалне случајеве трговине људима и пружила заштитне услуге за неколико појединаца који су можда били мете трговаца људима. Међутим, није успео да кривично гони и осуди починиоце трговине људима или покуша да проактивно идентификује жртве трговине међу рањивим популацијама, као што су нерегуларни мигранти који подлежу депортацији.
Канцеларија Стејт департмента за праћење и борбу против трговине људима ставила је земљу у „Ниво 2“ 2017.  Земља је била на листи за посматрање Нивоа 2 и 2023.
У 2023. години, Индекс организованог криминала дао је земљи оцену 4,5 од 10 за трговину људима.

## Тужилаштво (2010)
Влада Боцване није повећала своје напоре у процесуирању или кажњавању кривичних дела трговине људима током прошле године, иако је истражила неколико случајева за које се сумња да су трговине људима. Влада није процесуирала ниједно кривично дело трговине људима, нити осудила или казнила починиоце трговине људима у 2009. Иако нема свеобухватан закон који забрањује трговину људима, одредбе Кривичног закона из 1998. године, попут оних у члановима 155-158 о набавкама за присилну проституцију и члановима 28000-262 о ропству, забрањују неке облике трговине људима. Довољно строге казне прописане за кривична дела по овим тачкама крећу се од седам до 10 година затвора и сразмерне су онима које су прописане за друга тешка кривична дела, као што је силовање. Ови делови никада нису коришћени за кривично гоњење или осуду осумњичених за трговину људима. У јуну 2009. године, Скупштина је усвојила ревидирани Закон о деци, којим је дефинисано дете као свако млађе од 18 година и повећана заштита деце од различитих облика експлоатације, укључујући дечији рад и дечију проституцију. Одељак 57 Закона забрањује омогућавање или принуду деце на проституцију и прописује довољно строге казне од две до пет година затвора или новчану казну од 2858 до 7143 долара. У октобру 2009. Министарство одбране, правде и безбедности започело је израду свеобухватног закона о борби против трговине људима. Службеници укључени у истраге органа за спровођење закона о неколико кривичних дела која се не односе на трговину људима током 2009. године приметили су да неки од ових кривичних дела садрже елементе трговине људима. Веома мали број службеника за имиграцију и спровођење закона је обучен да ефикасно истражује случајеве трговине људима или да прави разлику између клијената кријумчарења и жртава трговине људима, што је наставило да замагљује природу и обим ситуације трговине људима у Боцвани. Полицијска служба Боцване је 2009. године спровела 10 курсева стручног усавршавања за своје службенике, током којих су студенти имали предавања о борби против трговине људима. Полицајац у Националном централном бироу Интерпола је распоређен да ради искључиво на питањима трговине људима и да едукује полицајце о овој појави; подаци о његовим специфичним дужностима у борби против трговине људима и резултатима његовог рада нису били доступни.

## Заштита (2010)
Влада је показала доказе о минималним напорима да заштити жртве трговине људима. Током године, влада није идентификовала нити пружила помоћ ниједној потврђеној жртви трговине људима, али је обезбедила склониште и социјалне услуге за троје зимбабвеанске деце и шест илегалних индијских миграната за које су званичници веровали да су мете транснационалних трговаца људима. Влада је пружила логистичку и финансијску помоћ за репатријацију свих девет особа у њихове земље порекла. Склоништа која управљају невладиним организацијама која су добила државна средства за пружање услуга деци, укључујући децу у проституцији, можда су пружала помоћ деци жртвама трговине људима, а да их нису идентификовали као такве. Особље органа за спровођење закона и социјалних служби није успоставило формалне процедуре за проактивну идентификацију жртава трговине људима међу рањивим популацијама или упућивање идентификованих жртава на заштитне услуге, а стране жртве трговине људима су депортоване из Боцване. Током извештајног периода, ИО М је идентификовао 594 малолетника без пратње у прихватном центру у Пламтри за Зимбабвеанце депортоване из Боцване и изразио забринутост да су неки од њих можда били жртве трговине људима. правна клиника коју води универзитет и која пружа правну помоћ жртвама било ког злочина. Нејасно је да ли је жртва трговине људима примила помоћ у овим објектима 2009. године. Закони Боцване не штите посебно жртве трговине људима од кажњавања за незаконите радње почињене као директна последица трговине људима, али влада генерално није кривично гонила особе за које је веровала да су жртве било каквог злочина.

## Превенција (2010)
Влада је уложила умерене напоре да спречи трговину људима уи преко Боцване. Током извештајног периода, влада није завршила нити спровела национални акциони план за борбу против трговине људима који је почела да развија 2008. године. Влада је наставила учешће са невладиним организацијама у радној групи за борбу против трговине људима. Током извештајног периода, радна група је покренула питање трговине људима у локалној штампи иу влади; подстицао комуникацију о питањима трговине људима између владе, невладиних организација и других заинтересованих страна; и поставио темеље за израду и примену закона против ТИ П. Произвела је и дистрибуирала образовне постере о борби против трговине људима на свим својим граничним прелазима и укључила сегменте свести о трговини људима у неке од својих обука за спровођење закона. Почетком 2009. године, партнерство невладиних организација и представника владиних полицијских, радних и социјалних служби одговорних за питања дечијег рада, укључујући трговину децом ради принудног рада, формирало је радну групу за дечији рад која се редовно састајала током извештајног периода. Средином 2009. године, влада је финансирала плате два консултанта МОР-а да би саветовала владу о томе како да ојача своје законе о најгорим облицима дечијег рада и спровођење тих закона. Радна група је почела да развија дефиниције за оно што представља "опасан рад" према статутима о дечијем раду и препоручила измене у оквиру постојећих закона како би се стандардизовала дефиниција "детета" према различитим статутима. Министарство рада је током године спровело инспекцију дечијег рада и уклонило најмање једно дете из ситуације дечјег експлоатисања. Влада је уложила напоре да смањи потражњу за комерцијалним сексуалним односима, углавном кроз широку, добро објављену кампању подизања свести о ХИВ/АИДС-у која је обесхрабрила комерцијалне сексуалне односе.